# Theo Travis
Theo Travis (Birmingham, 7 luglio 1964) è un flautista, sassofonista, clarinettista e compositore britannico di musica jazz, ambient e di rock progressivo.
Si laurea in musica classica all'università di Manchester, e durante gli studi comincia a suonare in band di rock e jazz, una delle prime è quella del trombettista/batterista Andy Hague nel 1990.
Oltre che per i suoi album da solista è noto per le sue collaborazioni con band e musicisti di alto livello, tra i quali, nel passato, David Sylvian, Bill Nelson, Dick Heckstall-Smith, Richard Sinclair, John Foxx, gli In Cahoots, gli Hatfield and the North ed i Porcupine Tree.
Attualmente è coinvolto nei seguenti progetti:
- Theo Travis' Double Talk, una band che ha formato nel 2007, nel cui ultimo album era presente Robert Fripp
- Theo Travis Quartet, un quartetto prettamente jazz con cui suona dal 1991
- Cipher, un duo con il bassista Dave Sturt, in cui si accompagnano talvolta ospiti, che esegue musica ambient sperimentale elettronica, formato nel 1996
- Gong, il famoso gruppo di rock progressivo e space rock collegato alla scena di Canterbury, del quale è entrato a far parte nel 1999, e per i quali ha suonato oltre ai fiati, anche le tastiere e composto diversi brani
- Soft Machine Legacy, gli eredi dei gloriosi Soft Machine, un'altra band della musica di Canterbury, con la quale suona dal 2006 dopo aver sostituito Elton Dean, deceduto in quell'anno
- The Tangent, un supergruppo neoprogressive nel quale è entrato nel 2005
- John Etheridge, un chitarrista di jazz e fusion con cui ha iniziato nel 1995 diverse collaborazioni, tra le quali quella nei Soft Machine Legacy
- Robert Fripp, con cui ha composto un duo nel 2009 che ha già suonato dal vivo in molti concerti, alcune delle registrazioni di questi concerti sono state pubblicate su CD
- Steven Wilson, per il quale ha suonato i fiati sugli album Insurgentes, Grace for Drowning, The Raven That Refused to Sing (And Other Stories), Hand. Cannot. Erase..

## Discografia
- Double Talk  (33jazz) - 2007
- Eleven Bowls of Acidophilus Flute Salad (Tonefoat/C) - 2006
- Earth to Ether (33Jazz) - 2004
- Steve Lawson/Theo Travis: For the Love of Open Spaces (Pillow Mountain) - 2003
- Slow Life (Ether Sounds) - 2003
- Theo Travis/Mark Hewins: Guerrilla Music (Burning Shed) - 2002
- Burning Shed Records: Sampler Two - Travis / Hewins la traccia "Slow Life" (Burning Shed) - 2002
- Heart of the Sun - 2001
- Passion Dance - Live at Ronnie's - 1999
- Marshall Travis Wood: Bodywork (33Jazz) - 1998
- Secret Island (33Jazz) - 1996
- View From the Edge (33Jazz) - 1994 (Eletto il miglior CD di jazz del 1994 da un sondaggio dei critici e lettori di "Jazz on CD")
- 2 AM - 1993

### Collaborazioni
- David Gilmour: Rattle That Lock (2015)
- Steven Wilson: The Raven That Refused to Sing (And Other Stories) (Kscope) - 2013
- Steven Wilson: Grace for Drowning (Kscope) - 2011
- Soft Machine Legacy: Live Adventures (MoonJune Records) - 2010
- Travis & Fripp: Live at Coventry Cathedral - 2009
- Jade Warrior: NOW - 2008
- Travis & Robert Fripp: Thread - 2008
- The Tangent: Not as Good as the Book (Inside Out) - 2008
- No-man: Schoolyard Ghosts' (Kscope/Snapper Music) - 2008
- Bass Communion: Pacific Codex (Headphone Dust) - 2008
- Cary Grace: Where You Go (Door 13 Music) - 2007
- The Tangent: A Place in the Queue (Inside Out) - 2006
- John Lester: So Many Reasons (Midnite Cafe) - 2006
- Porcupine Tree: Stupid Dream (Special Edition 2 CD set) (Lava/Atlantic) - 2006
- Cipher: Elemental Forces (Burning Shed) - 2005
- Nine Horses: (David Sylvian/Steve Jansen/Burnt Friedman) Snow Bourne Sorrow - (SamadhiSound) - 2005
- Bass Communion: Indicates Void (Tonefloat) - 2005
- A Marble Calm: Surfacing (Burning Shed) - 2004
- The Tangent: The World That We Drive Through (Inside Out) - 2004
- Steven Wilson:  Unreleased Electronic Music Volume 1 (Headphone Dust) - 2004
- Bass Communion: Ghosts on magnetic tape (Headphone Dust) - 2004
- Tito Lopez Combo: Still Smokin' (Tito's Records) - 2004
- Karen Lane: Taste - 2004
- David Sinclair: Into the Sun - 2003
- David Sinclair: Full Circle - 2003
- Uri Geller: Meditations (Forkbender) - 2003
- Uri Geller: Words of Courage and Inspiration (Forkbender) - 2003
- Darkroom: Remixes - 2003
- Porcupine Tree: The Sky Moves Sideways (Riedizione) (Delerium) - 2003
- House of Thandoy: House of Thandoy - 2003
- Harbans Srih's Vybesmen: Harbans Srih's Vybesmen (Tito Records) - 2003
- Bass Communion: / Various Bass Communion remixed (Headphone Dust) - 2003
- No-man: All that you are (Hidden Art EP) - 2003
- Aphratec: The Discerning Dancefloor - Volume One "All Things" track on vinyl compilation album (Care in the Community Records).
- Cipher: One Who Whispers (Gliss) - 2002
- Gong: OK Friends  (Gas) - 2002
- Gong: From Here to Eternity (2CD riedizione) (Snapper) - 2002
- Gong: High above the Subterranea - live DVD (Snapper) - 2002
- Inconnu: Les Pensees de Nos Reves (EP) (Over Records) - 2002
- Akiko Kobayashi: Beloved (Warner Japan) - 2001
- Anja Garbarek: Smiling and Waving (Virgin Norway) - 2001
- Jansen Barbieri Karn (JBK): Playing in a room with people (Medium) - 2001 - (Live album)
- Porcupine Tree: Recordings (K Scope/Snapper) - 2001
- Bass Communion: Bass Communion 3 (Burning Shed) - 2001
- Recreator: Solar Sahara (FMR) - 2001
- No-man: Lost Songs, Volume One (Burning Shed) - 2001
- No-man: Returning Jesus (3rd Stone) - 2001
- Rod Blake: Blake (Candid) - 2001
- Tito Lopez Combo: Tito Rides In (Acid Jazz) - 2001
- Gong: Zero to Infinity (Snapper music) - 2000
- Gong: Live to Infinitea (Snapper music) - 2000
- Bass Communion: Invisible Soundtracks Macro 3 compilation (Leaf) - 2000 ("Quantico" track)
- Bass Communion: "Drugged" remix on Silver Apples Remix CD (3rd Stone) - 2000
- Porcupine Tree: Stranger by the minute/Even Less(pt 2) (single, K Scope) - 2000
- Cipher:  Hidden Art compilation  (Hidden Art) - 2000 - (exclusive Cipher track "The Lodger pt 2")
- Jansen Barbieri Karn: Medium sampler. (Medium) - 2000 - (live track "Life without buildings").
- Pulse Remix CD: DJ Spooky and Steve Jansen tracks (Medium) - 2000
- Porcupine Tree: Stupid Dream (K scope) - 1999
- Porcupine Tree: Piano Lessons/ Ambulance Chasing (Kscope) - 1999 - singolo
- Various: The Sky Goes All The Way Home. (Voiceprint) - 1999 - (tracce di Cipher e No-Man)
- Bass Communion: Bass Communion 2 (Hidden Art) - 1999
- Yukihiro Takahashi/Steve Jansen: Pulse (Con - Sipio) - 1999
- Cipher: No Ordinary Man (Hidden Art) - 1999
- Jansen Barbieri Karn: _ism (Medium) - 1998
- Masami Tsuchiya: Forest People (Polygram/ Cross) - 1998
- Bass Communion: Bass Communion (3rd Stone Records) - 1998
- Indigo Falls: Indigo Falls (Medium Productions) - 1998
- Velvet Smooth Moods 2 (Jazz FM Records) - 1998 - track on compilation
- The Great Unknown: It's out there (Infinity records) - 1998
- Sugizo: Truth (Polygram/Cross) - 1997
- Ute: Under The External (traccia - 'three breaths') Id/Mercury(Polygram) - 1997
- Dick Heckstall-Smith: Celtic Steppes (33 Records) - 1996
- Gaddy Zerbib: Gaddy Zerbib (Zerbib) - 1996
- Jive Nation: Under African Skies (Bridge Records) - 1996
- The Other Side: Dangerous Days (Bridge Records) - 1994
- Jade Warrior: Distant Echoes (Red Hot) - 1993